# Кюн, Йоханнес
Йоханнес Кюн (нем. Johannes Kühn; род. 19 ноября 1991, Пассау, Бавария) — немецкий биатлонист, призёр чемпионата мира 2025 года, чемпион Европы в составе эстафетной команды 2012 года. Участник зимних Олимпийских игр 2018 года.

## Общая информация
- Первый год в биатлоне — 2008.
- Тренер — 	Ремо Круг.
- Клуб — WSV Reit im Winkl.
- Дебют в кубке мира — 2012. Занял 17-е место в спринтерской гонке.
- Первое попадание в 10-ку сильнейших — 10-е место в спринтерской гонке (Ханты-Мансийск, сезон 2014/2015).
- Лучший результат — 1-е место в спринте (Хохфильцен, сезон 21/22)[1].
- Лучший результат на Чемпионатах мира — 10-е место в масс-старте в 2020 году.
- Лучший (и единственный) результат на Олимпийских играх — 58-е место в индивидуальной гонке в 2018 году.

Кюн из Тюслинга. В возрасте двенадцати лет он приехал с семьей на лыжные гонки в Рейт-ам-Винкль и выразил желание учиться биатлону.

## Кубок мира
На третьем этапе Кубка мира сезона 2012/2013 в Поклюке, Йоханнес Кюн, впервые стартовал в этом турнире. Уже в своей первой гонке, в спринте, он финишировал 17-м, и оказался в очковой зоне.
На первой гонке Кубка мира 2018/19 в словенской Поклюке, Кюн впервые поднялся на подиум. Он занял второе место в индивидуальной гонке на 20 км, при этом не допустив промахов на огневом рубеже, уступив победителю 4.2 секунды.

### Статистика выступлений в Кубке мира
| Результат                  | Личные гонки | Личные гонки | Личные гонки | Личные гонки | Личные гонки | Эстафеты | Эстафеты | Эстафеты | Эстафеты |
| Результат                  | Инд          | Спр          | Пр           | МС           | Всего        | Эст      | См       | ОСм      | Всего    |
| -------------------------- | ------------ | ------------ | ------------ | ------------ | ------------ | -------- | -------- | -------- | -------- |
| 1 место                    | —            | 1            | —            | —            | —            | —        | —        | —        | —        |
| 2 место                    | 1            | —            | —            | —            | 1            | 2        | —        | —        | 2        |
| 3 место                    | —            | 1            | —            | —            | 1            | 2        | 1        | —        | 3        |
| Финиш в 10-ке              | 2            | 6            | —            | 3            | 12           | 8        | —        | —        | 9        |
| по состоянию на 10.12.2021 |              |              |              |              |              |          |          |          |          |

### Участие в Олимпийских играх
| Год  | Место проведения | Спринт | Гонка преследования | Индивидуальная гонка | Масс-старт | Эстафета | Смешанная эстафета |
| ---- | ---------------- | ------ | ------------------- | -------------------- | ---------- | -------- | ------------------ |
| 2018 | Пхёнчхан         | —      | —                   | 58                   | —          | —        | —                  |

### Участие на Чемпионатах мира
| Год  | Место проведения     | Спринт | Гонка преследования | Индивидуальная гонка | Масс-старт | Эстафета | Смешанная эстафета | Сингл-микст |
| ---- | -------------------- | ------ | ------------------- | -------------------- | ---------- | -------- | ------------------ | ----------- |
| 2019 | Эстерсунд            | 23     | 24                  | —                    | —          | —        | —                  | —           |
| 2020 | Антхольц-Антерсельва | 40     | 28                  | 26                   | 10         | —        | —                  | —           |
| 2021 | Поклюка              | 45     | 41                  | 24                   | —          | —        | —                  | —           |